# 娄底地区
娄底地区为湖南省从1977年至1999年存在过的准行政区——地区，1977年自邵阳地区析置，1977年至1982年称为“涟源地区”，较少称“涟源专区”；1982年至1999年称为“娄底地区”。1999年1月20日实行地改市(前后辖域未变)，撤销娄底地区建立地级娄底市。

## 涟源地区
- 1977年9月29日设立涟源地区，自邵阳地区划出冷水江市和新化、新邵、邵东、双峰、涟源计5县组建。辖1市、5县，行署驻涟源县蓝田镇。
- 1978年12月30日，行署由涟源县蓝田镇迁驻涟源县娄底镇，涟源地区辖1市、5县。
- 1980年7月15日，自涟源县析置娄底市，以涟源县娄底镇，杉山公社的东风大队、民福大队，西洋公社的方石大队、水洋大队，百亩公社的思塘大队为其行政区域。涟源地区辖2市、5县。

## 娄底地区
1982年12月11日，涟源地区更名为娄底地区。娄底地区辖2市、5县，即娄底市和冷水江市2市，新化县、新邵县、邵东县、双峰县、涟源县5县。
1983年2月8日国务院【国函[1983]12号】(3) 撤消娄底地区，所属的娄底市和双峰县、涟源县划归湘潭市，冷水江市和邵东县、新邵县、新化县3县划归邵阳市；撤消娄底市，设立湘潭市娄底区；撤消冷水江市，设立邵阳市冷水江区。1983年7月13日国务院【国函[1983]137号】恢复娄底地区，撤消娄底区、冷水江区，恢复娄底市、冷水江市；但只辖双峰县、涟源县、娄底市、新化县、冷水江市2市3县，邵东、新邵2县仍属邵阳市。行署驻娄底市。
1987年6月10日，撤销涟源县，设立涟源市。娄底地区辖娄底市、涟源市、冷水江市，双峰县和新化县共计3县级市2县。

## 地改市
1999年1月20日，撤销娄底地区和县级娄底市，设立地级娄底市，新成立的地级娄底市为原娄底地区撤销前的行政区划。
- 1市辖区：娄星区，原县级娄底市的行政区域为娄星区行政区域；
- 2县：双峰县和新化县；
- 2代管县级市：冷水江市、涟源市。